# USS James C. Owens (DD-776)
O USS James C. Owens (DD-776) foi um Destroyer norte-americano que serviu durante a Segunda Guerra Mundial.
Foi transferido para a Marinha do Brasil em 15 de julho de 1973 sendo renomeado CT Sergipe (D-35).